# Magrane (Algérie)
Magrane est une commune de la wilaya d'El Oued en Algérie.

## Géographie

### Situation
Le territoire de la commune de Magrane est situé au centre et au nord de la wilaya.
| Sidi Aoun | Hamraia | Babar (wilaya de Khenchela), Beni Guecha |
| Sidi Aoun | Magrane | Beni Guecha, Hassi Khalifa               |
| Sidi Aoun | Debila  | Hassi Khalifa                            |

### Localités de la commune
La commune de Magrane est composée de neuf localités :
- Bellila
- Gottaï
- Hamadine
- Ladhaya
- Layaaïcha
- Lekhsime
- Magrane
- Menanaa
- Oum Zbed